# Gymnopilus foedatus
Gymnopilus foedatus là một loài nấm thuộc họ Cortinariaceae.